# Black Panther (Marvel)
Black Panther, het alter ego van T'Challa, is een personage uit de strips van Marvel Comics, en de eerste moderne zwarte superheld. Hij werd bedacht door Stan Lee en Jack Kirby, en verscheen voor het eerst in Fantastic Four Vol. 1, #52 (juli 1966). Hoewel de Black Panther identiteit door meerdere mensen is gebruikt in de geschiedenis van het Marvel Universum, is en blijft T'Challa de bekendste.
De Nederlandse stem van Black Panther is Emmanuel Ohene Boafo, voorheen waren dit Trevor Reekers en Just Meijer.

## Publicatiegeschiedenis
Black Panther maakte zijn debuut met een gastoptreden in een Fantastic Four-strip. Hierna had hij gastoptredens in de strips van de Avengers en Daredevil.
Zijn eerste eigen stripserie was in Jungle Action Vol. 2, #6-24 (september 1973 - november 1976), geschreven door Don McGregor en getekend door Rich Buckler, Gil Kane, en Billy Graham. McGregors eerste verhaallijn, "Panther's Rage", liep van Jungle Action #6 (september 1973) tot #18 (november 1975). Een tweede verhaallijn, "Panther vs. the Klan", werd onderbroken toen de serie werd stopgezet na deel 24.
Kort na het stopzetten van Jungle Action verscheen de serie Black Panther. Deze serie werd minder goed ontvangen dan Jungle Action, en liep slechts 15 delen (januari 1977 - maart 1979). McGregor werkte later samen met schrijver Dwayne Turner aan de miniserie Panther's Prey (september 1990 - maart 1991).
In februari 2005 begon Marvel met de publicatie van een nieuwe Black Panther-serie. Deze speelt zich af kort na Black Panthers eerste optreden in Marvel Comics.

## Biografie

### Jonge jaren en achtergrond
Black Panther is een ceremoniële titel die werd gegeven aan de koning van de fictieve Afrikaanse natie Wakanda. Behalve dat hij dit land regeert is de Black Panther tevens de leider van de Panther Stam, een van bevolkingsgroepen van Wakanda. Het Panther uniform is een symbool van gezag, en wordt zelfs gebruikt tijdens diplomatische missies.
De Black Panther krijgt altijd een hartvormig kruid dat de persoon die het eet bovenmenselijke kracht, wendbaarheid en snelheid geeft. De huidige drager van de Black Panther titel is T'Challa, die al een lange carrière als superheld heeft gehad, waaronder lidmaatschap van de Avengers.
T'Challa is de zoon van T'Chaka, de vorige Black Panther. In Wakanda viel een meteoriet gemaakt van het geluidsabsorberende metaal vibranium neer. Omdat hij wist dat anderen achter dit metaal aan zaten, sloot T'Chaka zijn land af van de buitenwereld. Hij verkocht kleine hoeveelheden van het kostbare metaal, en liet van het geld Wakanda's beste studenten studeren in het buitenland. Hierdoor werd Wakanda een van de meest technologisch geavanceerde naties. Uiteindelijk slaagde de onderzoeker Ulysses Klaw erin om Wakanda binnen te komen en wat van het Vibranium te bemachtigen. Hiermee maakte hij een geluidswapen en doodde T'Chaka. Maar zijn wapen werd vervolgens tegen hem gebruikt door T'Challa. In een latere hervertelling van zijn jeugd werd vermeld dat T'Challa de latere X-Men Storm ontmoette tijdens zijn jeugd. De twee gingen uit elkaar omdat T'Challa vond dat hij zijn vader moest wreken.
T'Challa kreeg de Black Panther titel na verschillende kampioenen van andere Wakandaanse stammen te hebben verslagen. Hij studeerde in het buitenland aan de Universiteit van Oxford en later in New York. Om zichzelf te bewijzen tegenover zijn volk, bevocht T'Challa de Fantastic Four en versloeg hen een voor een. Na het weer goed te hebben gemaakt met de Fantastic Four, hielpen zij hem om de teruggekeerde Klaw te verslaan.

### Soloavonturen
Black Panther was enige tijd lid van de Avengers, maar in Jungle Action verlaat hij dit team om terug te keren naar Wakanda. Dit land stond op het randje van een burgeroorlog vanwege een zekere Erik Killmonger, die T'Challa's plaats opeiste. Na Killmonger te hebben verslagen, vertrok T'Challa naar Amerika om de Ku Klux Klan te bevechten.
Jaren later keerde Killmonger terug en probeerde de nationale economie van Wakanda te vernietigen. Hij versloeg T'Challa in een ritueel gevecht en kreeg zo de Black Panther titel. Hij raakte door het speciale kruid dat de Panther zijn krachten geeft in een coma omdat dit kruid giftig was voor iedereen van buiten de koninklijke familie. Daardoor kreeg T'Challa zijn Black Panther titel terug.
Later kreeg T'Challa een hersenaneurysma, waardoor hij psychisch instabiel werd en hallucinaties kreeg. Dit leidde bijna tot een oorlog tussen de Wakandaanse stammen. Daarom droeg hij de macht over aan een raad van bestuur, en vluchtte naar New York. Hier werd hij de mentor van de politieagent Kasper Coel (die zelf een afgedankt Black Panther-kostuum gebruikte). Deze ervaringen gaven T'Challa de kracht om zijn ziekte te bevechten en zijn rol als leider terug te nemen. Hij werd ook weer actief lid van de Avengers.
De Panther hielp de X-Men in een missie naar Niganda, en bevocht samen met Blade, Brother Voodoo, Luke Cage en Monica Rambeau een groep vampieren in het door de orkaan Katrina getroffen New Orleans.

### Huwelijk
T'Challa hielp Storm, met wie hij tijdens zijn jeugd al een relatie had, haar nog levende familie terug te vinden in Afrika. Kort hierna vroeg hij haar ten huwelijk. De twee trouwden in een grootste Wakandaanse ceremonie waar ook veel superhelden aanwezig waren. Recentelijk maakten ze ook een wereldreis waarbij ze andere koninklijke supermensen ontmoetten zoals Namor en Dr. Doom.
Toen T'Challa hoorde van de nieuwe registratiewet voor supermensen in Noord-Amerika, werd hij het hoofd van een internationale beweging tegen deze wet. Hij en Storm sloten zich zelfs aan bij de Secret Avengers en bevrijdden enkele andere helden die tegen waren uit de gevangenis in de Negative Zone.

## Krachten en vaardigheden
De titel "Black Panther" is een rang die gedragen wordt door het stamhoofd van de Wakandaanse Panter Stam. Als stamhoofd heeft de Panther toegang tot een speciaal kruid dat de eter versterkte zintuigen, snelheid, kracht en nachtzicht geeft. Dit kruid is voor de meeste mensen een dodelijk gif, maar de koninklijke familie van de stam heeft een immuniteit voor dit gif ontwikkeld. Black Panther is in staat een prooi op te sporen via zijn geur, net zoals Wolverine.
Naast zijn krachten is de Panther een atleet gelijk aan Olympisch niveau. Er wordt zelfs verondersteld dat de Panther over de voor een normaal mens maximaal mogelijke conditie beschikt (gelijk aan Captain America). T'Challa is een goed getraind acrobaat, en ervaren in de Afrikaanse vechtsporten. Hij is een ervaren jager, spoorzoeker en wetenschapper. Hij beschikt over een Doctor of Philosophy in natuurkunde van de Universiteit van Oxford.
Als koning van Wakanda heeft Panther toegang tot een groot aantal magisch en technische voorwerpen, en militaire hardware. Ook heeft hij een heel team van wetenschappers, avonturieren en superhelden achter zich staan. Hij beschikt over een kostuum gemaakt van vibranium, en geavanceerde wapens zoals een energie dolk en een draagbare supercomputer.

## Alternatieve versies
Black Panther verscheen in deel #1 en #6-7 van de stripserie The Avengers: United They Stand, gebaseerd op de gelijknamige animatieserie.
In de MCU televisieserie What If...? komt een versie van T'Challa voor waar hij in plaats van Peter Quill door Yondu Udonta en de Ravagers wordt meegenomen en Star-Lord wordt.

## In andere media

### Televisie
- De Black Panther verscheen in de aflevering "Prey of the Black Panther" van de animatieserie Fantastic Four uit 1994. Zijn stem werd gedaan door Keith David.
- De Black Panther had een cameo in de aflevering "Sanctuary" van de animatieserie X-Men
- In 2010 kreeg Black Panther zijn eigen animatieserie.

### Film
Plannen voor een Black Panther film bestaan al geruimte tijd. In juni 1992 kondigde Wesley Snipes zijn plannen aan om een film te maken over de Black Panter. In augustus begon hij aan deze film te werken en in juli 1993 kondigde hij zijn plannen aan om te beginnen met filmen na een rol te hebben gehad in Demolition Man. Hij toonde zelfs al interesses in het maken van eventuele sequels.
In januari 1994 overlegde Snipes met Columbia Pictures over de film. In maart van dat jaar sloot Stan Lee zich aan bij de ontwikkeling van een Black Panther film. Tegen mei was de film in voorontwikkeling door Columbia Pictures. Echter, in januari 1996 maakte Stan Lee bekend dat hij niet tevreden was over de scripts die hij had gezien voor de film.
In maart 1998 huurde Marvel Joe Quesada en Jimmy Palmiotti in om te werken aan een verfilming van de Black Panther strips. Maar samenwerkingsproblemen maakten dat in augustus 1998 het project weer werd stilgelegd. Een jaar later, augustus 1999, zou Snipes wederom zowel de film produceren als de hoofdrol spelen. Maar weer ging het niet door.
In juni 2000 maakte Marvel een deal met Artisan Entertainment om een aantal grote en kleine films over hun strips te maken. Black Panther was een van de vier namen op de lijst, samen met Captain America, Thor en Deadpool. In maart 2002 maakte Snipes bekend dat hij in 2003 Blade 3 of Black Panther wilde filmen. In augustus 2003 maakte Snipes bekend dat hij hoopte te kunnen beginnen met Black Panther in 2003. In juli 2004 maakte, Blade 3 regisseur David S. Goyer bekend dat Wesley Snipes waarschijnlijk niet de rol van Black Panther zou spelen, omdat hij ook al de rol van Blade op zich had genomen en twee Marvel-helden waarschijnlijk te veel van het goede zou zijn. In september 2005 maakte Marvel-voorzitter Avi Arad dat Black Panther een van de tien films was die zouden worden gemaakt door Marvel Studios en gedistribueerd door Paramount Pictures. In juni 2006 maakte Snipes bekend in het tijdschrift Men's Fitness dat veel van het werk al was gedaan en hij spoedig een regisseur hoopte te hebben.

### Marvel Cinematic Universe
Sinds 2016 verscheen het personage in het Marvel Cinematic Universe en werd vertolkt door Chadwick Boseman. Black Panther, ook wel bekend als T'Challa, werd geïntroduceerd in Captain America: Civil War waarin zijn vader overlijdt na een aanslag op de VN, die op dat moment het Sokovia Akkoord besprak. Black Panther werd meteen gerekruteerd door Tony Stark om hem te helpen met zijn conflict met Steve Rogers, die niet akkoord gaat met het Sokovia Akkoord.
Na de gebeurtenissen van omtrent het Sokovia Akkoord keert koning T'Challa terug naar huis, naar de teruggetrokken, technologisch geavanceerde Afrikaanse natie Wakanda om als de nieuwe koning van zijn land te dienen. T'Challa ontdekt echter al snel dat hij wordt uitgedaagd voor de troon van facties in zijn eigen land. Wanneer Erik Killmonger en Ulysses Klaue samenzweren om Wakanda te vernietigen, moet de held Black Panther samenwerken met CIA- agent Everett K. Ross, Okoye, Shuri en leden van de Dora Milaje, Wakandese speciale troepen, om te voorkomen dat Wakanda in een wereldoorlog wordt gesleept.
Later, toen Thanos en zijn Black Order de aarde aanviel, kwamen Captain America, Black Widow, War Machine, Bruce Banner, Sam Wilson, Wanda Maximoff en Vision T'Challa te hulp vragen bij het verwijderen van de Mind Stone uit Vision. T'Challa stemde toe en gaf Shuri de opdracht om de Mind Stone te verwijderen. T'Challa verzamelde zijn troepen en vocht samen met de Avengers tegen de Outriders en de Black Order in Wakanda. Thanos arriveerde in Wakanda om persoonlijk de Mind Stone op te halen. Hoewel ze Thanos' troepen konden verslaan, konden ze Thanos zelf niet verslaan. Thanos verkreeg alle Infinity Stones en roeide de helft van het leven in het universum uit, waaronder ook T'Challa. Vijf jaar later gaan de overgebleven Avengers op missie om terug in de tijd te gaan zodat ze de Infinitystones voor Thanos weten te bemachtigen, en daarmee zijn daden ongedaan maken. Dit lukt waardoor Black Panther en rest van de tot as vergaande mensen weer tot leven komen, samen met alle Avengers strijden ze tegen Thanos en zijn mannen. Ze winnen uiteindelijk het gevecht. 
In de televisieserie What If...? verscheen een alternatieve versie van T'Challa. Deze versie van T'Challa werd in plaats van Peter Quill meegenomen door Yondu Udonta en de Ravagers en werd hierdoor Star-Lord. 
Na de strijd tegen Thanos, overleed T'Challa in eind 2023 aan een ziekte ondanks pogingen van zijn zusje Shuri, die hem in leven probeerde te houden. Door zijn overlijden zagen andere landen de kans vibranium van Wakanda te stelen, wat werd tegen gehouden door de Dora Milaje. De dood van het personage T'Challa komt vanwege de dood van de acteur die de rol vertolkte, Chadwick Boseman, die overleed op 28 augustus 2020 aan darmkanker op 43-jarige leeftijd.
T'Challa / Black Panther is onder andere in de volgende films en serie te zien:
- Captain America: Civil War (2016)
- Black Panther (2018)
- Avengers: Infinity War (2018)
- Avengers: Endgame (2019)
- What If...? (2021) (stem) (Disney+)

### Computerspelen
- Sinds 2015 is er een verzamelfiguur van het personage Black Panther voor het computerspel Disney Infinity. Zodra deze figuur op een speciale plaats wordt gezet, verschijnt het personage online in het spel. De Nederlandse stem wordt hierbij ingesproken door Juliann Ubbergen.
- Black Panther is een vrij te spelen personage in het computerspel Marvel: Ultimate Alliance.
- In de match-3 puzzel game Marvel Puzzle Quest, komt Black Panter voor in de hoedanigheid van: 3 ster (T'Challa), 4 ster (King of Wakanda) en 5 ster (Civil War).

### Overig
- De Black Panther verscheen in de direct-naar-video animatiefilm Ultimate Avengers 2.